# Micrornebius
Micrornebius is een geslacht van rechtvleugeligen uit de familie Mogoplistidae. De wetenschappelijke naam van dit geslacht is voor het eerst geldig gepubliceerd in 1969 door Lucien Chopard.

## Soorten
Het geslacht Micrornebius omvat de volgende soorten:
- Micrornebius annandalei Chopard, 1924
- Micrornebius aquilus Gorochov, 1992
- Micrornebius cylindricus Ingrisch, 2006
- Micrornebius gracilicornis Chopard, 1969
- Micrornebius hainanensis Yin, 1998
- Micrornebius incertus Ingrisch, 1998
- Micrornebius inopinatus Ingrisch, 2006
- Micrornebius insularis Ingrisch, 2006
- Micrornebius kopisua Tan & Ingrisch, 2013
- Micrornebius laem Ingrisch, 2006
- Micrornebius lesnei Chopard, 1935
- Micrornebius lineatus Ingrisch, 2006
- Micrornebius maninjau Ingrisch, 2006
- Micrornebius perrarus Yang & Yen, 2001
- Micrornebius spadiceus Gorochov, 1994